# Aguzzoli Condor
Der Aguzzoli Condor (teilweise auch: Condor Aguzzoli) ist ein Sport- und Rennwagen des kurzlebigen italienischen Automobilherstellers Aguzzoli & Co., von dem 1963 und 1964 zwei stark voneinander abweichende Exemplare gebaut wurden. Der Condor erzielte bei einigen Sportwagen- und Bergrennen in Italien Achtungserfolge. Eine Serienproduktion kam ungeachtet dessen nicht zustande. Auch eine erhoffte Allianz mit Alfa Romeo ließ sich nicht erreichen.

## Entstehungsgeschichte
Das in Parma ansässige Unternehmen Aguzzoli & Co. bestand von 1962 bis 1964. Gründer und Inhaber waren der Geschäftsmann Sergio Aguzzoli und der Techniker Luigi Bertocco. Ziel des Unternehmens war es, einen Rennwagen mit Alfa-Romeo-Technik zu konstruieren, über Erfolge bei Motorsportveranstaltungen das öffentliche Interesse an dem Auto zu wecken und den Markt für eine Kleinserie davon abgeleiteter Straßensportwagen zu schaffen. Einen Quellen zufolge bemühte sich Aguzzoli darum, für das Motorsportprogramm Werksunterstützung von Alfa Romeo zu erhalten und mittelfristig das offizielle Werksteam des Mailänder Automobilherstellers zu werden. Dazu kam es allerdings nicht: Alfa Romeo stützte sich ab 1963 auf Autodelta und setzte im Motorsport auf das von der Giulia-Limousine abgeleitete Sportmodell TZ.
Aguzzoli baute nacheinander zwei Prototypen des Condor, die sich äußerlich stark voneinander unterscheiden und auch technisch nicht in allen Einzelheiten übereinstimmen. Der erste Prototyp debütierte im Herbst 1963 bei einer italienischen Motorsportveranstaltung in Monza, der zweite wurde auf dem Genfer Autosalon im März 1964 erstmals öffentlich gezeigt. Der Condor erzielte bis 1965 einige Achtungserfolge bei Motorsportveranstaltungen, konnte sich aber nicht dauerhaft etablieren. Nachdem Aguzzoli & Co. aufgelöst worden war, baute Luigi Bertocco 1967 einen Formel-2-Rennwagen, der einer Quelle zufolge ebenfalls die Bezeichnung Aguzzoli Condor trug; Hinweise auf eine technische Verwandtschaft dieses erfolglosen Autos mit dem Aguzzoli Condor gibt es nicht.

## Bezeichnung
Das Auto wird allgemein als Aguzzoli Condor bezeichnet. Einzelne Quellen führen es abweichend als Condor Aguzzoli.
Die Bezeichnung Condor bezieht sich auf den gleichnamigen Greifvogel. Gelegentlich wurde Condor auch als ein Spitzname Sergio Aguzzolis genannt.

## Modellbeschreibung

### Erster Prototyp
Der Aguzzoli Condor hat einen Gitterrohrrahmen, zu dessen Ursprüngen es unterschiedliche Angaben gibt. Laut mehreren Quellen ist der Rahmen eine eigenständige Konstruktion, die bei Neri e Bonacini in Modena entwickelt und gebaut wurde. Andere Informationen sprechen stattdessen davon, dass Aguzzoli einen Rahmen des Alfa Romeo TZ verwendete.
Der erste Prototyp trägt eine von Piero Drogos Carrozzeria Sports Cars in Modena entworfene und gebaute Karosserie aus Aluminiumblechen. Der Aufbau ist als Stufenheckcoupé mit hoher Fahrgastzelle gestaltet, hat eine gewölbte Frontscheibe und ein dreiteiliges, seitlich in die B-Säule hineinragendes Heckfenster. Die Türen sind mit Schiebefenstern versehen. Dieser Aufbau entstand unter hohem Zeitdruck. Seine Form wurde allgemein als nicht gelungen oder unattraktiv angesehen.
Antriebsquelle des ersten Prototyps war eine 1,3 Liter große Version von Alfa Romeos Bialbero-Reihenvierzylindermotor, der als Mittelmotor eingebaut war. Die Kraftübertragung übernahm ein Vierganggetriebe aus dem Citroën DS.

### Zweiter Prototyp
Der zweite Prototyp des Condor hat einen Gitterrohrrahmen, der mit dem des ersten Autos weitestgehend übereinstimmt. Seine Karosserie wurde hingegen völlig neu gestaltet. Ihre Form geht auf den Designer und Bildhauer Franco Reggiani zurück. Das Auto ist ein Fließheckcoupé mit vorderer Panoramascheibe und einer spitz zulaufenden Front mit Scheinwerfern, die mit einer transparenten Kunststoffverkleidung abgedeckt sind. Einige Autoren sehen Ähnlichkeiten mit den Karosserien des Ferrari 250LM und des Porsche 904. Im Gegensatz zum ersten Prototyp besteht die Karosserie des zweiten Autos aus glasfaserverstärktem Kunststoff. In einigen Veröffentlichungen heißt es, Drogos Carrozzeria Sports Cars habe auch diese Karosserie hergestellt.
Anfänglich war der zweite Prototyp mit einer 1575 cm³ großen Variante von Alfa Romeos Bialbero-Motor ausgestattet; 1965 wurde der Hubraum auf 1730 cm³ vergrößert. Die Kraft wurde über ein Vierganggetriebe des britischen Rennsportzulieferers Hewland übertragen.

## Renneinsätze
Den ersten Auftritt hatte der Aguzzoli Condor im November 1963 anlässlich der Coppa F.I.S.A. 1963 in Monza. Aguzzoli meldete den ersten Prototyp des Condor für die Rennteilnahme; das Auto ging aber nicht an den Start. Mehrfach heißt es, dass der gemeldete Fahrer kurz vor Rennbeginn auf einen Alfa Romeo TZ wechselte.
Der zweite Condor debütierte mit Luigi Bertocco im Juli 1964 beim Bergrennen Trento-Bondone, bei dem Umberto Masetti den älteren Condor an den Start brachte. Bertocco wurde Siebter, Masetti Sechster in der Prototypenklasse. Zum Jahresende gingen beide Condor bei der Coppa F.I.S.A. 1964 an den Start. Ernesto Brambilla erzielte mit dem älteren Condor den Sieg in der GT-Klasse bis 1,3 Liter Hubraum, Luigi Bertocco fiel mit dem jüngeren, stärkeren Auto aus technischen Gründen aus.
Im April 1965 wurden beide Condor für das 1000-km-Rennen von Monza gemeldet; die Einträge erfolgten für das Team Sergio Aguzzoli. Giancarlo Galimberti und Enrico Pinto waren für den Einsatz des älteren Autos vorgesehen, während Ernesto Brambilla und Luciano Selva das neuere Auto fahren sollten. Im Qualifying erreichten Galimberto und Pinto den 25. Startplatz, allerdings wurde das Auto vor Rennbeginn zurückgezogen. Der jüngere Condor startete vom 33. und vorletzten Platz, fiel aber nach 31 Runden infolge eines Drehers aus. Bis 1966 schlossen sich noch einzelne Einsätze bei regionalen Bergrennen an.

## Verbleib
Der erste Prototyp des Condor ging 1966 zurück an Piero Drogo und wurde zerlegt. Das Auto existiert nicht mehr. Der zweite Prototyp wurde zu Beginn des 21. Jahrhunderts in einem Lagerraum aufgefunden und schrittweise restauriert. Er ist mittlerweile fahrbereit und wird gelegentlich öffentlich gezeigt.